# Houghia sternalis
Houghia sternalis är en tvåvingeart som först beskrevs av Daniel William Coquillett 1897.  Houghia sternalis ingår i släktet Houghia och familjen parasitflugor. Inga underarter finns listade i Catalogue of Life.